# ヨハン・クリストフ・グーツ・ムーツ

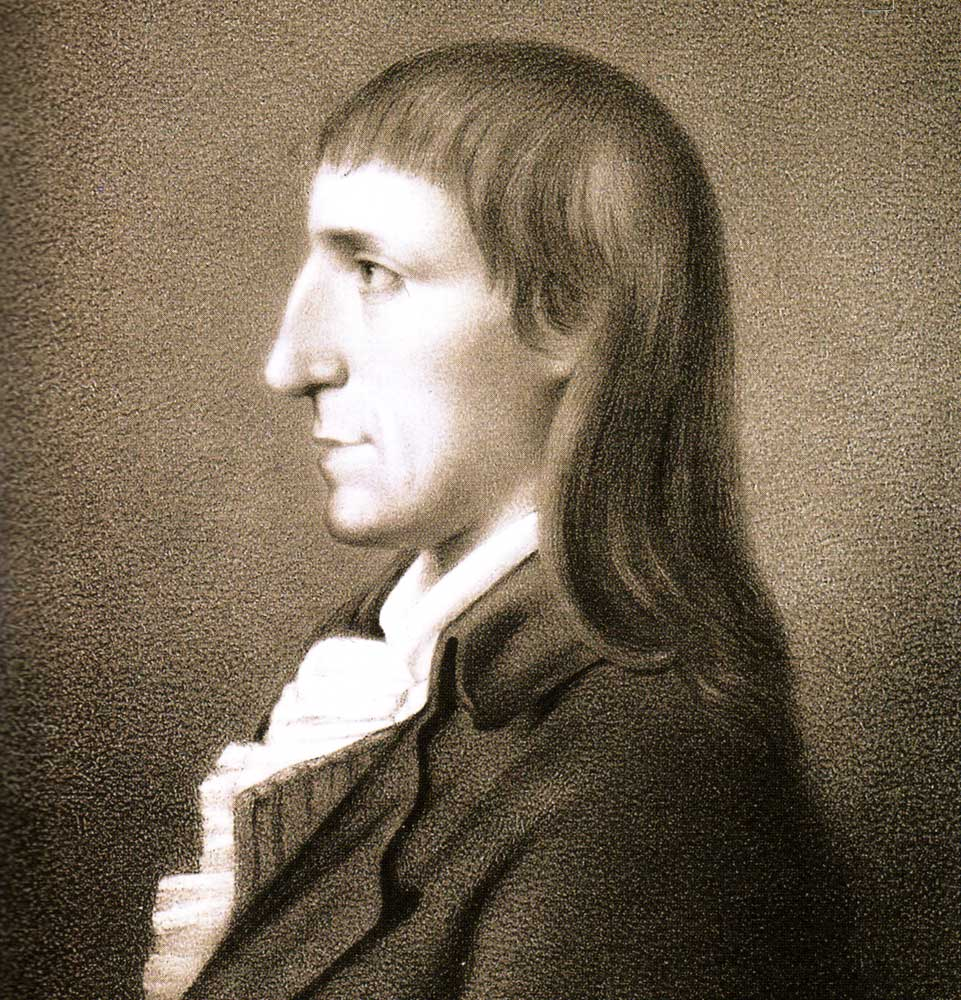
ヨハン・クリストフ・グーツ・ムーツ

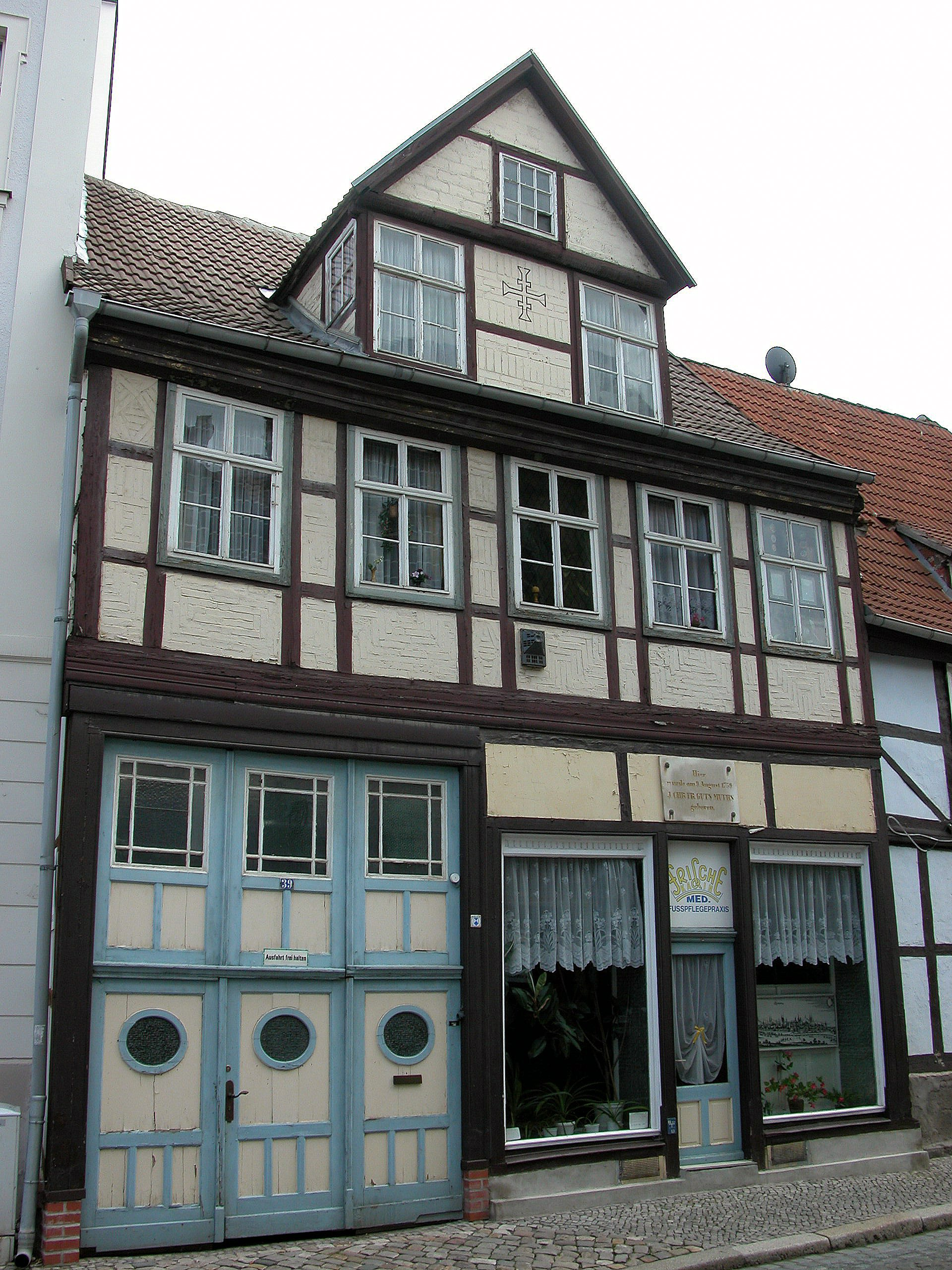
クエドリンブルクにあるグーツ・ムーツの生家

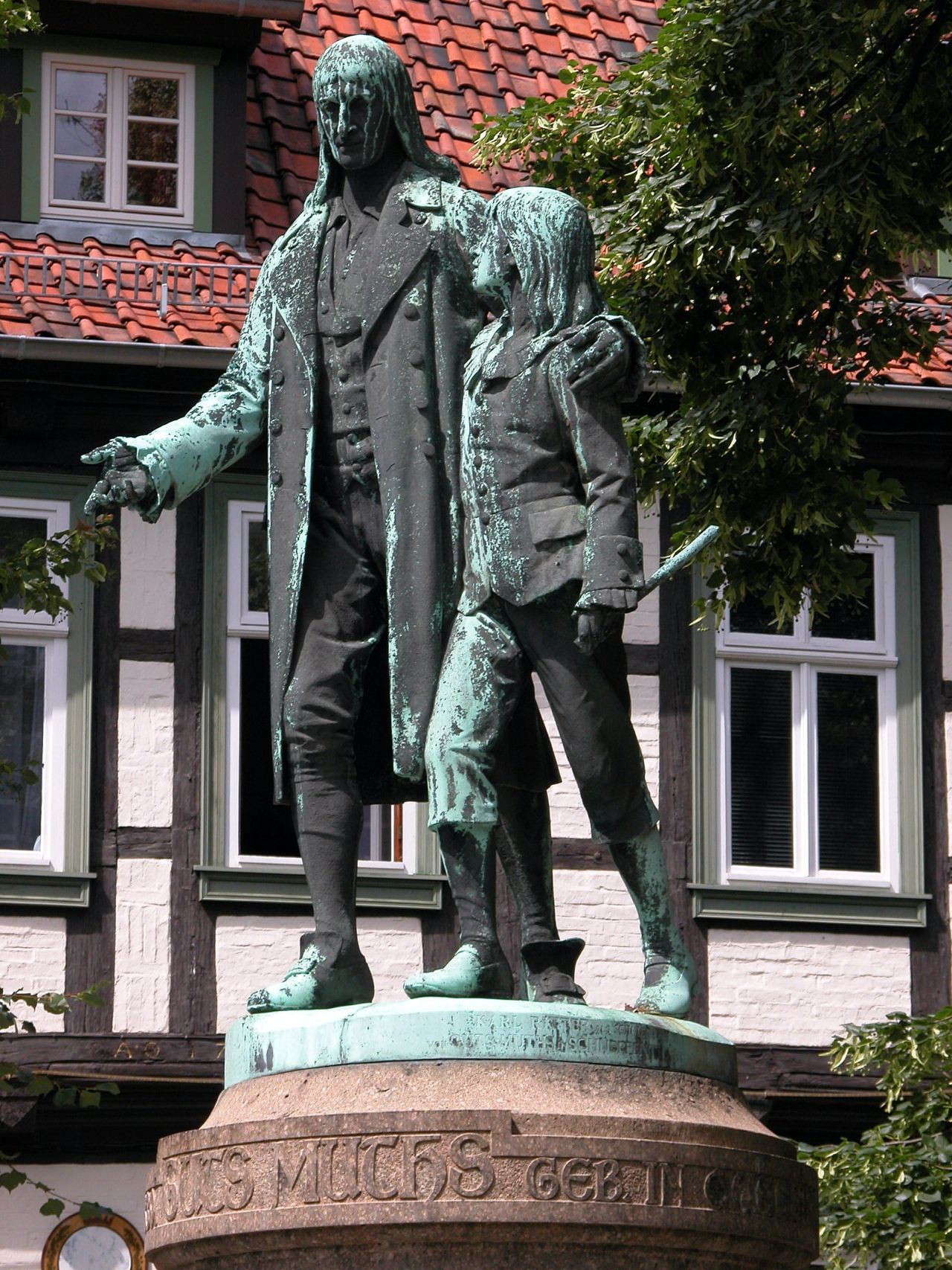
生家のそばにあるグーツ・ムーツの記念碑

ヨハン・クリストフ・グーツ・ムーツ（Johann Christoph Friedrich GutsMuths、1759年8月9日 - 1839年5月21日）は、ゲーテ時代の著名なドイツの教育学者で、体操の創始者の1人。彼の苗字は、Guts Muthsという表記が用いられることもある。

## 生涯
クヴェードリンブルク（生家は、ペーレ39番地）に生まれた。ハレ大学で神学を学び、その後、学生時代から既に手がけていたことであったが、地理学者カール・リッターの両親の家で、のちの著名な地理学者の家庭教師になった。その後、1785年クリスティアン・ゴットヒルフ・ザルツマンにより創設されたシュネッペンタールの学校を訪ね、そこで体操と地理の教師として1837年までそこで教鞭を採った。1797年以降は、イーベンハインに住み、そこで1839年5月21日、亡くなった。
グーツ・ムーツは、特に青少年の規律正しい身体教育という思想を導入し、ザルツマンによりシュネッペンタールにもたらされたデッサウのヨハン・ベルンハルト・バゼドウから始る汎愛派の考え方を拠り所にして、広い運動場をつくり、また体操の最初の教科書ともなった『青少年のための体育』(Gymnastik für die Jugend　1793年、増補改訂版1804年)を執筆した。
当時、ナポレオン戦争を目前とした政治状況ということもあり、フリードリヒ・ルートヴィッヒ・ヤーンの『ドイツ体操』(Deutscher Turnkunst)によって流布された「国を守ることの出来る能力」という思想と共に、彼が書いた『祖国の子らのための体操の本』(Turnbuch für die Söhne des Vaterlandes 1817年)も広く読まれた。それからの一般向けの抜粋本が、『体操のQ&A』("Katechismus der Turnkunst")である。
この著作の補遺として執筆された『体と心の鍛錬と回復のための運動』(Spiele zur Übung und Erholung des Körpers und Geistes 1796年)では、ドイツ語圏では初めてという野球のルールの説明がみられる。そのほか、彼には『水泳の小教科書』(Kleines Lehrbuch der Schwimmkunst 1798年)などがある。
さらに『青少年や成人のための規則正しい余暇活動』(Mechanische Nebenbeschäftigungen für Jünglinge und Männer 1801年)、『都市部や田舎の学校のための基本書』(Elementarbuch für Stadt- und Landschulen 1813年)を執筆し、1800年-1820年にかけては「教育学、学校制度とドイツの全教育文献のための文庫」題するシリーズ、その他を編纂している。彼の『地理学ハンドブック』(Handbuch der Geographie 1819年)からは抜粋により長く人気のあった地理の教科書が作られ、また『地理科授業の方法論の試み』（Versuch einer Methodik des geographischen Unterrichts 1835年）では、彼は方法論的に推敲を重ねた地理の授業を展開して見せた。
なお『最新世界地理全ハンドブック』（Vollständigen Handbuch der neuesten Erdbeschreibung）の19巻、20巻（1827年-1830年）では彼は、南米諸国について執筆。『ドイツの国土と人』（Deutsches Land und deutsches Volk）では、彼はその第一部で「ドイツの国」（1820年-1832年）について執筆した。グーツ・ムーツは、地理学者としてその教え子カール・リッターに多大な影響を与えた。

## 栄誉
クエドリンブルクのギムナジウムは、彼の名に因んで「グーツ・ムーツギムナジウム」と名づけられている。屋内体育館、サッカー場なども備わっている。